# Naturlig föryngring

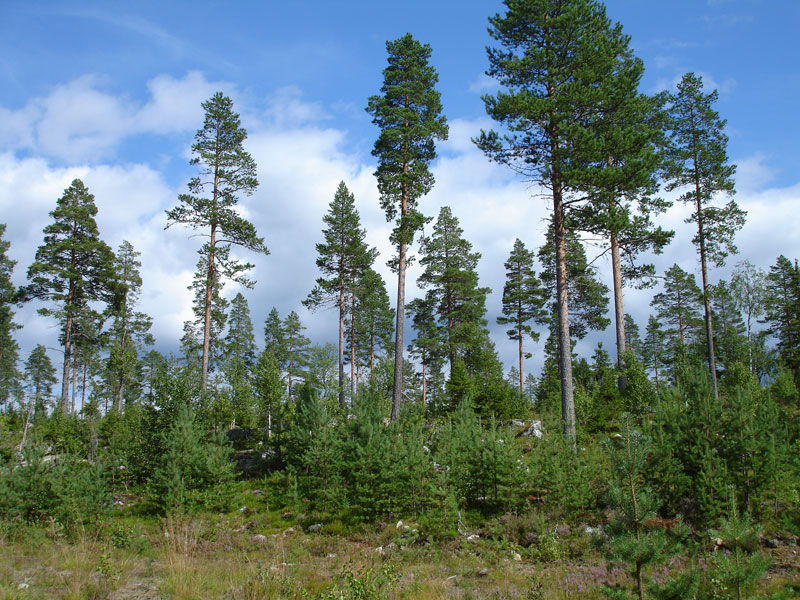
Frötallar på hygge vid Stenträsket, sydost om Stenberg i Nordmalings kommun.

Naturlig föryngring är en föryngringsmetod som bygger på att en hög skärm av fröträd lämnas vid slutavverkningen. Vid särskilda kottår då fröträden sätter ett stort antal kottar passar man på att markbereda. Om fröna tar sig, kan man sedan avverka fröskärmen.
Naturlig föryngring används i huvudsak då man vill anlägga tallbestånd. Fröträd av gran blåser för lätt omkull då de har ett grunt rotsystem. Tallen han en pålrot, som en morot, som bättre förankrar trädet. Naturlig föryngring bör inte heller användas på alltför bördiga marker ity gräs och örter där riskerar att bli en alltför svår konkurrent till de självsådda plantorna.
Att ställa fröträd upplevs ofta som en mer estetiskt tilltalande föryngringsmetod än traditionella kalhyggen. Naturligt föryngring är också en relativt billig metod då inga dyra plantor behöver införskaffas och planteras. Metoden är dock riskfylld och kan, om den misslyckas, medföra behov av dyrbar kompletterande plantering.